# Liaw Tien-Ying
Liaw Tien-Ying (5 de abril de 1967) es una deportista taiwanesa que compitió en judo. Ganó una medalla de bronce en los Juegos Asiáticos de 1990 en la categoría de –61 kg.

## Palmarés internacional
| Representando a China Taipéi |               |                   |           |
| Juegos Asiáticos             |               |                   |           |
| Año                          | Lugar         | Medalla           | Categoría |
| 1990                         | Pekín (China) | Medalla de bronce | –61 kg    |